# Mahmud Jairi
Mahmud Karim Amr Jairi es un deportista egipcio que compitió en taekwondo. Ganó una medalla de plata en el Campeonato Africano de Taekwondo de 2012, en la categoría de –74 kg.

## Palmarés internacional
| Campeonato Africano | Campeonato Africano       | Campeonato Africano | Campeonato Africano |
| Año                 | Lugar                     | Medalla             | Categoría           |
| ------------------- | ------------------------- | ------------------- | ------------------- |
| 2012                | Antananarivo (Madagascar) | Medalla de plata    | –74 kg              |